# Брюнеты

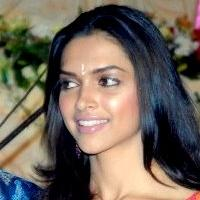
Индийская актриса Дипика Падуконе с чёрными волосами блестящего отлива

Чёрный цвет — самый тёмный и наиболее распространённый у людей цвет волос. Является доминантным признаком, встречается у представителей всех рас и национальностей. Чёрный цвет волос обусловлен повышенным содержанием в их клетках пигмента эумеланина. Волосы брюнетов отличаются особым блеском. Чёрный цвет может иметь дополнительные оттенки: от коричневатого до иссиня-чёрного. На солнце такие волосы могут отливать серебряно-голубым. Людей с чёрными волосами называют брюнетами (фр. brunet, от лат. brunus — коричневый).

## Распространение
Большинство людей, проживающих за пределами Европы, имеют чёрный или тёмно-коричневый цвет волос. Вероятно, этот цвет волос был присущ самым древним представителям вида Homo sapiens; в наибольшей мере он характерен для жителей Тропической и Южной Африки, Азии и доколумбовой Америки. Среди европеоидов, тёмный цвет волос является преобладающим в странах средиземноморья (Южной Европы, Передней Азии и Северной Африки), вне зависимости от этно-языковой принадлежности индивидов. Севернее этот цвет волос весьма распространён среди кельтов (в Ирландии темноволосых людей так и называют — Black Irish, или Чёрные ирландцы). Брюнеты составляют заметную часть населения и в Великобритании, а также в различных регионах Центральной и Восточной Европы.

## Галерея

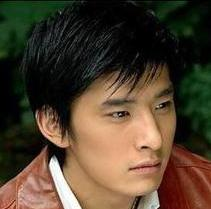
Корейский мужчина с чёрными волосами
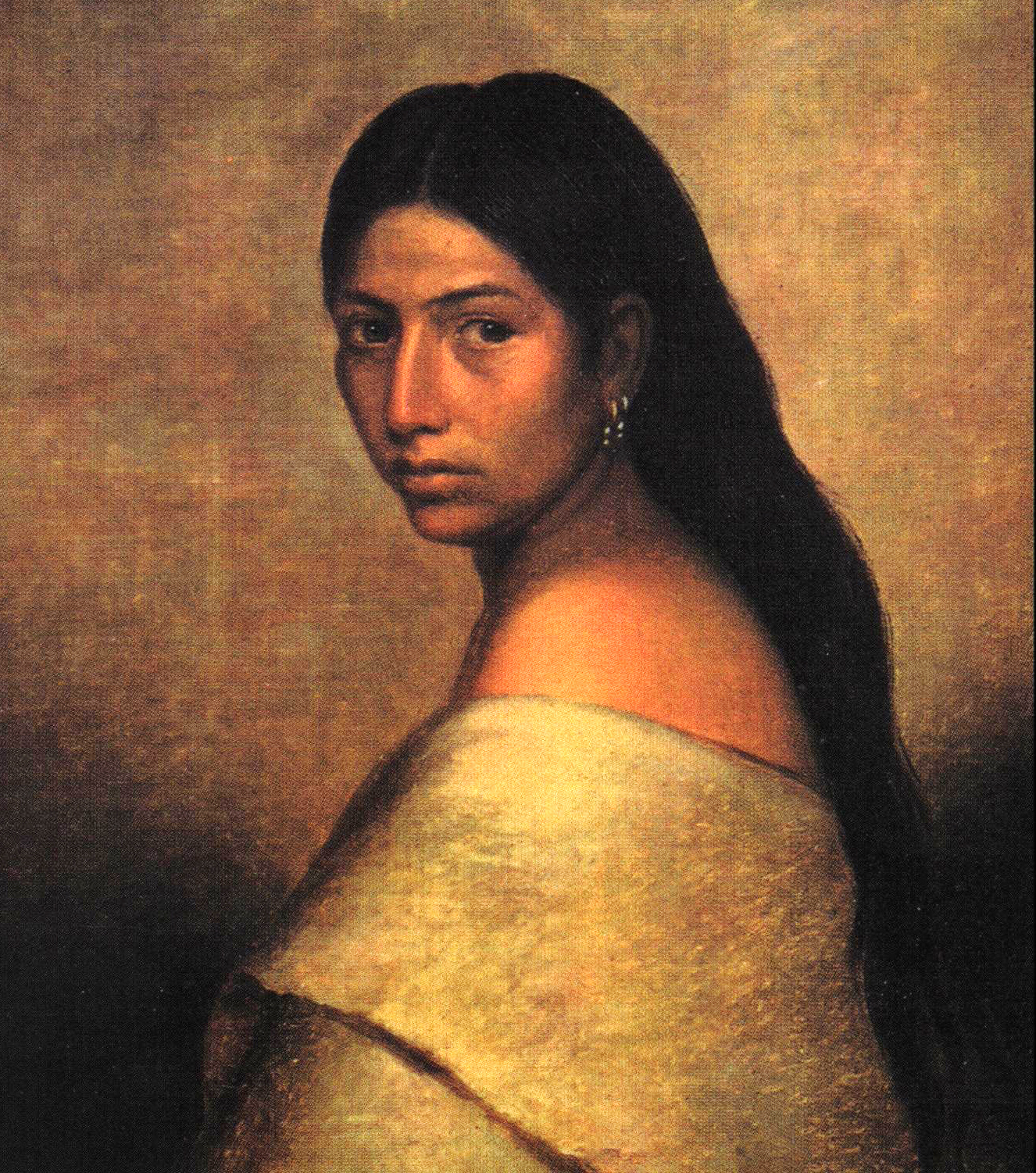
Портрет индианки
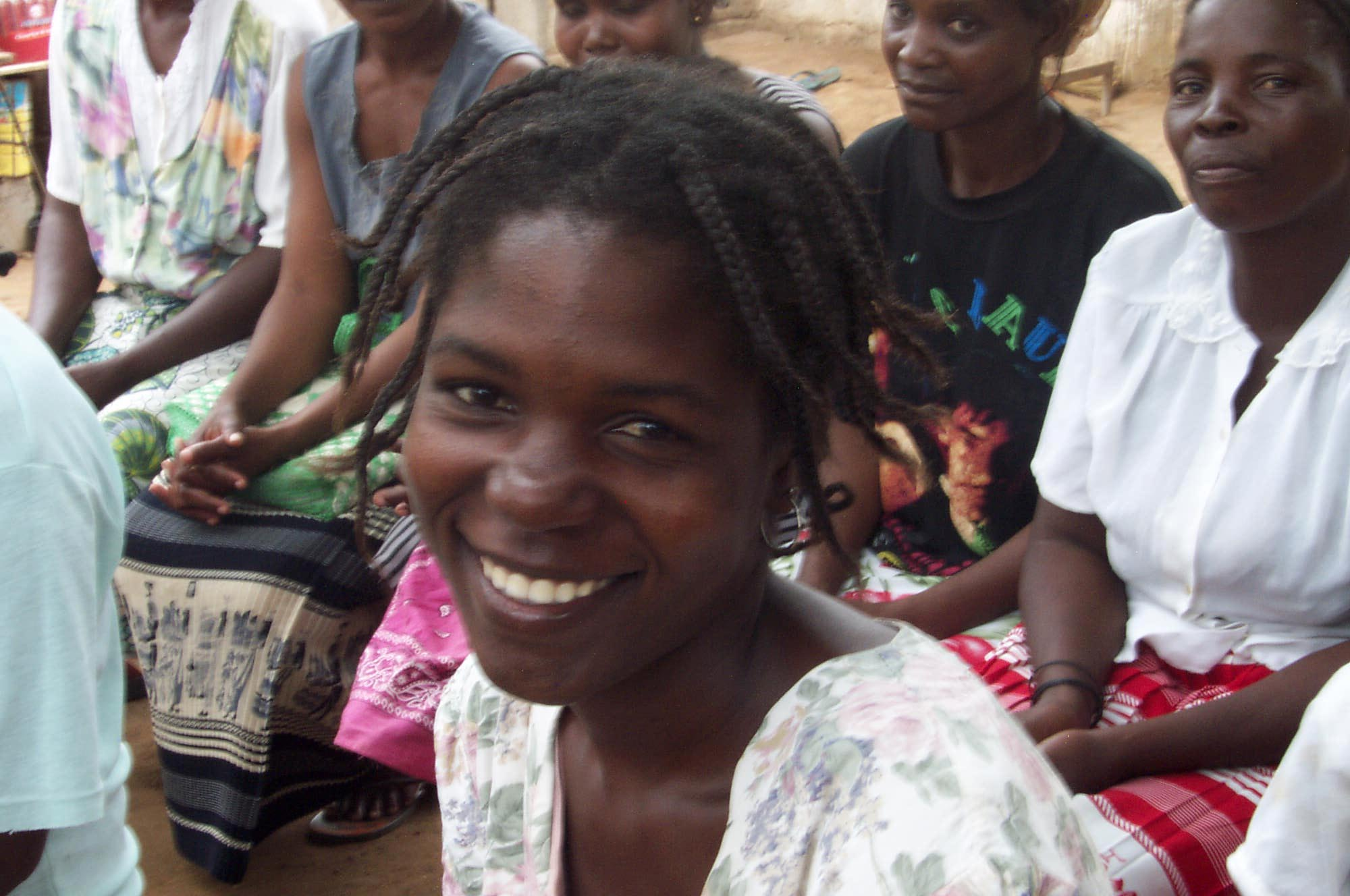
Женщина из Анголы
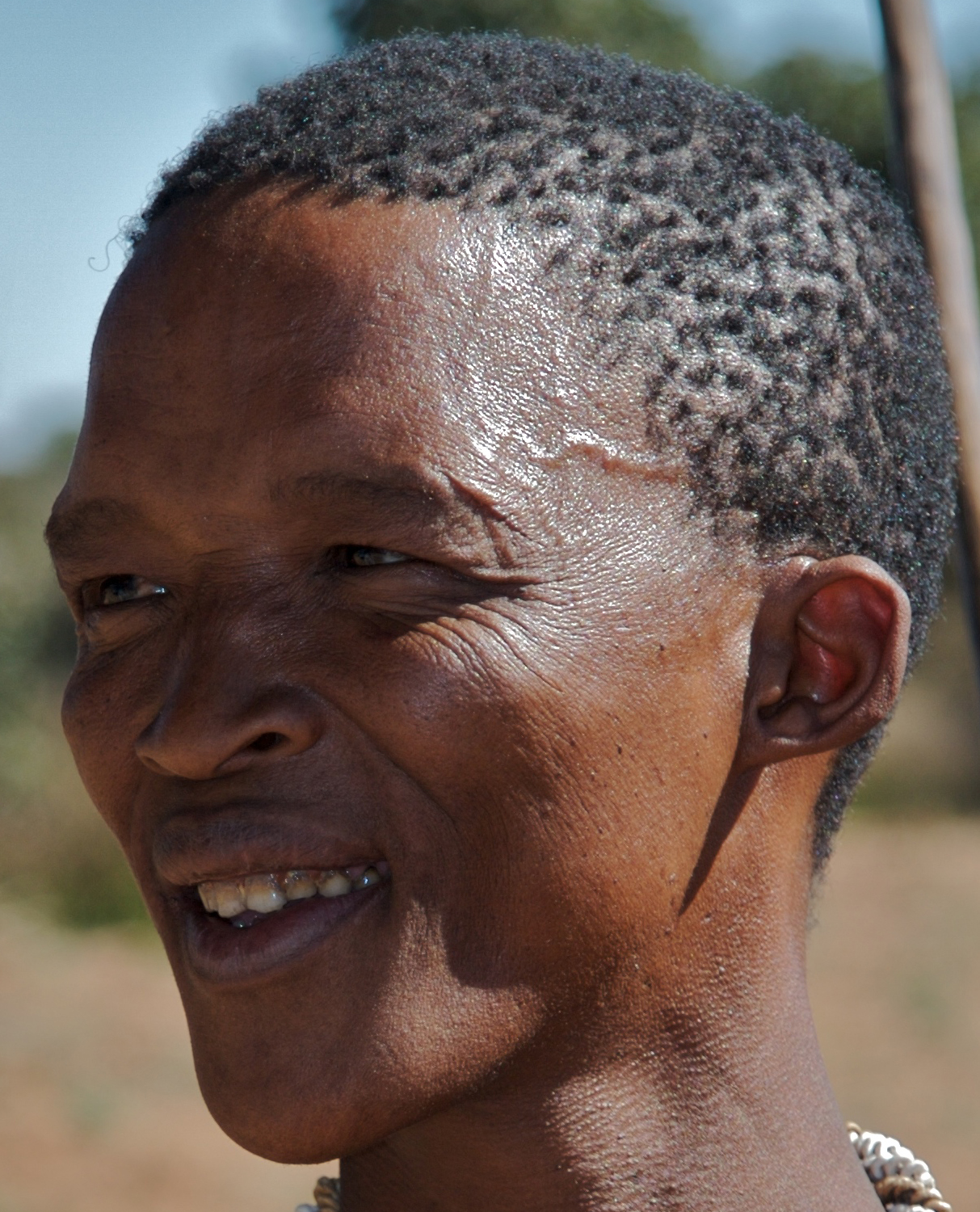
Бушмен Нкъхау с чёрными волосами
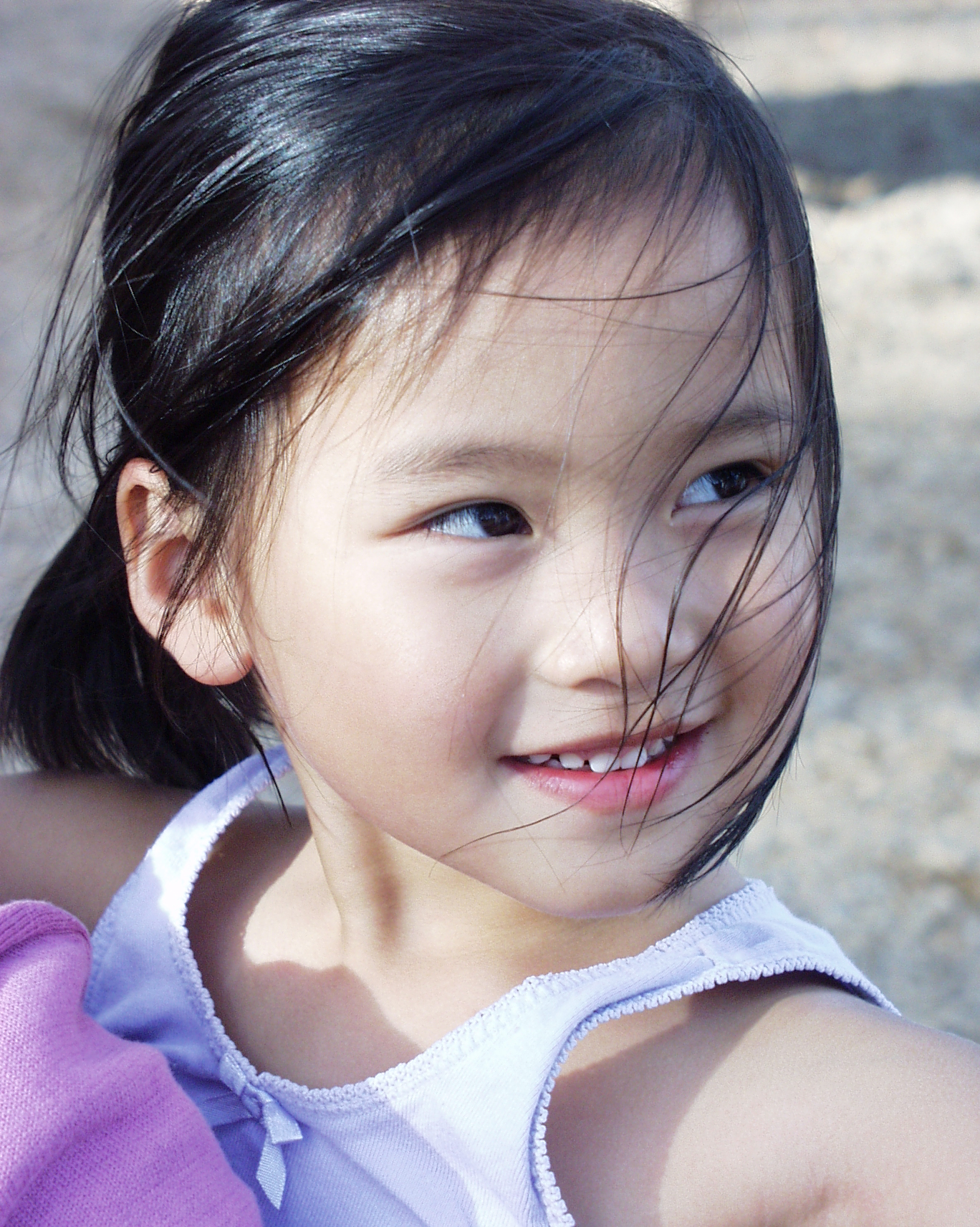
Китайская девочка с черными волосами
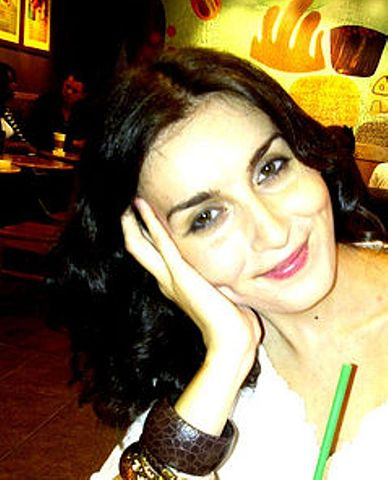
Черкешенка с чёрными волосами
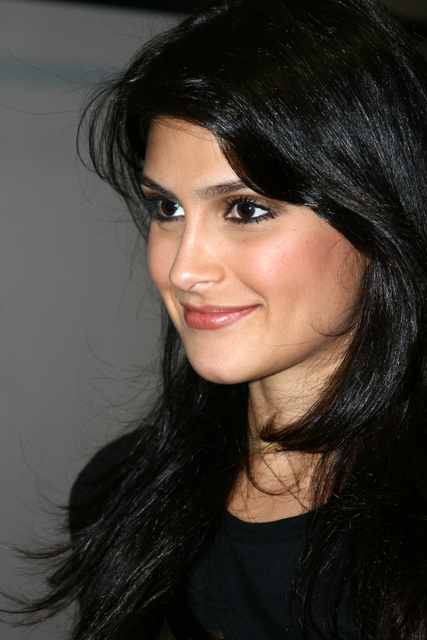
Бразильская модель и актриса Наталия Гимарайнш
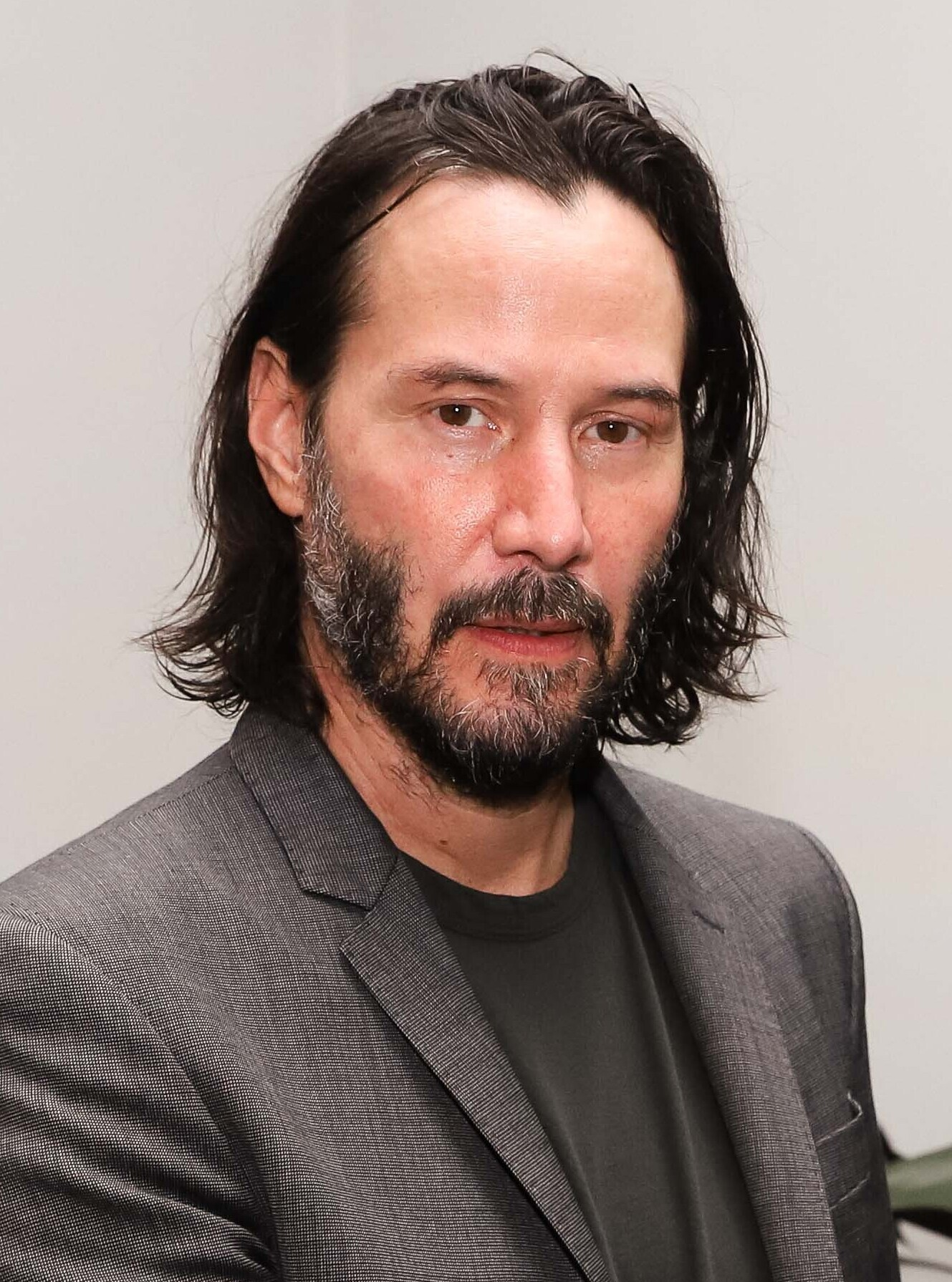
Канадский актёр Киану Ривз